# Вила Ланте
Вила Ланте у Бањаји (Bagnaia) код Витербоа у централној Италији, је маниристички врт изненађења, а приписује се Вињоли. Вила није одмах била позната под тим именом док у XVII веку, готово сто година од изградње није прешла у посед Ипполита Ланте Монтефелтро дела Ровере (Ippolito Lante Montefeltro della Rovere, 1618-1688), војводе од Бомарсоа.

## Архитектонски дизајн
Вила Ланте састоји се из два скоро идентична објекта - казина (casino = мала кућа, летњиковац), али су их изградили различи власници у периоду од 30 година (1, 2). Свака квадратна зграда има приземље са рустичним аркадама и лођама које носе piano nobile изнад. Фасаде овог спрата су са три прозора, са наизменично лучним или троугластим фронтонима, а са стране сваки од прозора има пар пиластера.
Оба казина су крунисана квадратном [Куле[кулом]] или лантерном на врху са стварним и слепим прозорима. Сваки од казина грађен је за другог међусобно неповезаног власника. 

### Казино Гамбара (1)
Први који је наручио вилу био је кардинал Гамбара (Gianfrancesco Gambara, 1533–1587) по коме је први казино добио име. Градња комплекса је започета 1566. године на западном казину. Претпоставља се да је Гамбара наручио пројекат од Вињоле. Први казино и горњи врт су брзо завршени, али преостали део није грађен за живота Гамбаре.

### Казино Монталто (2)
Гамбару је наследио као апостолски администратор Витербоа, седамнаестогодишњи рођак папе Сикстуса V, кардинал Перети (Alessandro Damasceni Peretti di Montalto, 1571-1623). Овај једноставни младић реализовао је пројекат и изградио други казино. 
Два казина највише се разликују у ентеријеру својим фрескама: у казину Гамбара фреске засвођених лођа приказују пределе и у ватромету боја истичу архитектонске детаље, док је у казину Монталто у главном холу комбинација класичније фреске са примесом оптичке илузије (trompe l'oeil) и гипсаних скулптура.

## Врт виле
Главна карактеристика врта виле Ланте је примена воде. Гинуци (Tommaso Ghinucci) инжењер хидраулике и архитекта из Сијене је био позван да надгледа извођење хидрауличних и грађевинских радова, постигавши визуелну и складну кореографију воде и механичко савршенство њеног тока. Пиро Лигорио је такође консултован, али је успех подухвата са водом искључива заслуга Гинуцијеве стручности која је обезбедила да вода тече кроз врт до данас. Врт се простире на четири терасе, од којих је најнижа Quadrato експонирана северу. Од ње се ка југу уздижу преостале три.

### Прва тераса
Quadrato је савршени квадратни партер на који се са севера улази кроз гвоздену капију (3). На једној страни су два казина близанца, а на преостале три стране врт је опасан високом живом оградом од шимшира. Партер чини ниско орезани шимшир који формира декоративне шаре, а у центру је велика фонтана састављена од четири базена (4) у којима су камени бродови. Базени су међусобно одвојени приступима ограђеним балустрадама. На месту укрштања базена је кружни плато ограђен балустрадом на којој су 8 шишарки на местима прекида за улазе на плато. Улази су у односу на приступне стазе смакнути за 45°. Фокус композиције је Ђамболоњина Маварска фонтана (Fontana dei Mori) (5): коју сачињавају четири лава и четири Мавара у природној величини, који држе у једној руци крушке (алузија на презиме Перети), а у другој високо подигнутој хералдичке брегове изнад којих је звезда што је мотив грба Монталта.

### Друга тераса
На другој од уздижућих тераса, смештеној између камених степеница, је Фонтана светлости (Fontana dei Lumini) (6) кружна фонтана са три конкавна концентрична полукружна дела у потпорном зиду терасе изнад и три конвексна ка другој тераси. Фонтана је алегорија природног елемента – ватре. По ободу су мале фонтане које обликом подсећају на римске светиљке, а из отвора из кога се дизао пламен који је давао фитиљ, штрцају у вис мали млазови воде који у сумрак својим светлуцањем подсећају на пламен. Са стране су два грота са статуама Нептуна, Венере и Дијане.

### Трећа тераса
На следећој (трећој) тераси је велики и дуги камени сто - Mensa del Cardinale (7), са централним каналом у коме је текућа вода да би вино било хладно док се за столом руча. Са стране су маске из чијих уста истичу млазеви. У позадини ове терасе, су велике лежеће скулптуре приљубљене уз зид фонтане познатије као Гиганти (Fontana dei giganti) (8), у ствари су персонификације Арна и Тибра, две душе Тоскане. Фонтана симболише два природна елемента: земљу и слатку, речну воду. 
До четврте терасе воде степенице са обе стране фонтане навише ка центру. Оне су оивичене балустрадом на којој су камене вазе. Директно изнад фонтане је Ланац воде (Catena d'acqua) (9), Cordonata del gambero или Fontana degli Appennini која спаја Фонтану делфина са Фонтаном гиганата, и која се под именом игра воде (gioco d'acqua) среће често у вртовима тог времена (villa Farnese и villa d'Este). Овај канал са малим базенима оивиченим пужастим структурама омогућава да се вода каскадно слива уз таласање. На крају ланца је скулптура рака (алузија на презиме Гамбара). 

### Четврта тераса
На овој тераси у центру је Фонтана делфина (Fontana dei delfini) (10) до 1615. она се звала „Fons corali“ и била је покривена дрвеним киоском обраслим пузавицама. Као украсни лајтмотив овде се јавља делфин: 16 делфина у паровима је распоређено у угловима октогоналног базена фонтане. Према неким текстовима из епохе ова фонтана је била обложена вештачким коралима, па то, и делфини наводе на помисао да је она репрезентовала море, односно слану воду. У најудаљенијем делу ове терасе је Фонтана Потопа (Fontana del Diluvio) (11) која представља визуелни завршетак целе композиције, подвлачећи тему која се развија кроз врт. Са стране су две лође назване Kуће муза (12), са зидовима храпаве текстуре који усклађују ове објекте са природно грубим каменом фонтане. Оне су алегоријски приказ врхова Парнаса који израњају из Потопа. Вода у цевима постављеним испод стрехе која даљинским командама изненада ствара млазеве чини већ виђени "водени театар". Главне фасаде ових малих објеката, као и њихове велике парњаке на доњој тераси, са лучно засвођеним лођама спајају јонски стубови, што сугерише да их је можда дизајнирао Вињола. На њима је име “кардинал Гамбара” угравирано на венцима. 

### Тајни врт
Источна лођа омогућава приступ малом тајном врту (13) са живим оградама, топијаријама и колонадом која ствара помало меланхоличну атмосферу. 

### Остали делови врта
Ван описаног врта западно од Квадратног партера налази се Пегазова фонтана (14) која одступа од симетрије. То је велики овални базен усечен у падину са балустрадом на врху потпорног зида, са бистама муза и са Пегазом у центру. Око Пегаза су четири купидона са лептировим крилима и трубама из којих млазеви запљускују Пегаза. Инспирација за фонтану приостекла је из истоимене фонтане у Вили д'Есте. Фонтана се још зове и Фонтана Парнас јер и купидони и музе симболишу таленат у поезији.
Западно од врта је простор у који се улази кроз Орлову капију (15) и који је још кардинал Риаријо (Raffaele Riario, 1461-1521), рођак папе Сикстуса IV, купио док је био бискуп у Витербоу (1498—1506). То је шума на обронцима Монте Ћимина ван Бањаје у коју је населио дивљач да би са својим гостима ишао у лов, у то време занимацијом кардинала и папа. Тај део је такође у саставу Виле и у њему су изграђени поједини објекти у слободном стилу што се види са гравире из 1609. са стазама, вистама, ловачком кућом (16), обелисцима, лавиринтом (17) и фонтанама (18).

## Дизајн врта
Од Фонтане Потопа до Гвоздене капије иза Фонтане Мавара јасно се уочава уздужна оса са јаком билатералном симетријом што је карактеристично за вртове маниризма, али у случају виле Ланте ова шема обухвата и архитектонске објекте у облику две идентичне виле и лође. Саме зграде су примарно третиране као украс врта и положајем не деле врт на предњи и задњи што је уобичајено.
Дизајн користи паладијанске принципе круга и квадрата. Сваки аспект врта је савршено пропорцијалан и детаљан: Квадратна тераса подељена је у мање квадрате, воденог партера, са уписаним кружним острвом и централном фонтаном. Идеје проистичу из ранијих остварења. Геометрија је инспирисана вртом Белведере у Ватикану, коришћење воде Вилом д'Есте, а кружни острво је одјек Хадријановог „Teatro marittimo“.
Постоји такође и ехо храма краљице Хатшепсут: са терасама на косини брда. Симболично, врт представља причу о пореклу човечанства из Златног доба (на основу Овидијевих Метаморфоза).